# Natasza Zylska jakiej nie znacie...
Natasza Zylska, jakiej nie znacie... (również: Natasza Zylska /1933-1995/ jakiej nie znacie...) – trzeci album kompilacyjny Nataszy Zylskiej wydany na nośniku CD przez Teddy Records w 2009 roku. Płyta zawierała niepublikowane nagrania radiowe artystki z lat 1954-1959.

## Lista utworów
1. Piotruś (Tobby Lüth, Charles Nowa, Paul Giese - Irena Jesionek)
2. Jesienna piosenka (S. Righi - Zygmunt Sztaba)
3. Bambu-Calambu (trad. - Janusz Odrowąż)
4. Mój mąż łowi ryby (Ben Weisman - Mirosław Łebkowski)
5. Mambo Italiano (Bob Merrill - Anna Jakowska)
6. Depesza (Edmund Grochowski - Józef Prutkowski)
7. Roztargniona (Marian Radzik - Kazimierz Winkler)
8. Wrocławskie gwiazdy (Jerzy Olejnik - Andrzej Barski)
9. Baiao bongo (Heinz Gietz - Zygmunt Sztaba)
10. Pik, pik, pik (Władysław Szpilman - Bronisław Brok)
11. Kasztany (Zbigniew Korepta - Krystyna Wodnicka)
12. Klipsy (Hanna Skalska - Kazimierz Szemioth)
13. Kukurydza (Hanna Skalska - Kazimierz Szemioth)
14. Kakaowe mambo (Waldemar Kazanecki - Anna Jakowska)
15. Karnawał w Rio (Waldemar Kazanecki - Anna Jakowska)
16. Dziesięć lilii Johna Browna (Bill Haley - Anna Jakowska)
17. Ulubiony Dixieland (Waldemar Kazanecki - Anna Jakowska)
18. Buona sera, signorina (Peter De Rose - Anna Jakowska)
19. O mein papa (Paul Burkhard - Zbigniew Stawecki)
20. Posłuchaj miły (Zbigniew Korepta - Krystyna Wodnicka)

## Charakterystyka albumu
Album Natasza Zylska, jakiej nie znacie... zawiera niepublikowane wcześniej nagrania radiowe Nataszy Zylskiej dokonane w latach 1954-1959 w studiach Polskiego Radia w Katowicach, Warszawie, oraz Wrocławiu. Na płycie znalazł się pierwszy utwór nagrany przez artystkę w 1954 roku pt. Piotruś w swojej pierwszej wersji radiowej. Nagrania zawarte na płycie pochodzą z różnych sesji nagraniowych, podczas których artystka zarejestrowała utwory z towarzyszeniem zarówno orkiestr jak i zespołów instrumentalnych.

## Muzycy
- Natasza Zylska - śpiew
- Chór Beltono - śpiew
- Orkiestra Taneczna Waldemara Kazaneckiego (1,6-9,11-12,20)
- Zespół Instrumentalny Józefa Mazurkiewicza (2-3,5,18-19)
- Orkiestra Taneczna Polskiego Radia p/d Jana Cajmera (4,10)
- Orkiestra Taneczna Polskiego Radia p/d Kazimierza Turewicza (13)
- Septet Instrumentalny Juliusza Skowrońskiego (14-17)

## Realizatorzy
- Rekonstrukcja nagrań - P. Jeżewski

## Okładka
- Fotokoloryzacja zdjęcia na okładce - A. Wiernicki
- Projekt graficzny - Tadeusz Stolarski